# Америчка револуција
Америчка револуција (1775–1783) је била једна од највећих ослободилачких ратова. Рат се водио између Велике Британије (Енглеске) и њених 13 колонија у Северној Америци.

## Почеци
Заоштравање односа је почело још Париским миром (1763), а велико незадовољство је владало због тога што енглески колонисти у Америци нису могли да учествују у доношењу закона. Током целе Америчке револуције, Енглеском је владао Џорџ III (1760—1820), који је био из династије Хановер, која је владала Енглеском после Стјуарта. Енглеска је 1765. године увела закон о таксама, који се односио на опорезивање разних производа у трговини, а две године касније и „увозне царине“, односно посебну царину за производе који из Велике Британије стижу у Америчке колоније. Због тога је 1773. године настала „Бостонска Чајанка“ или „Бостонско пијење чаја“, када су млади људи у Бостону због незадовољства изазваног тим таксама бацили у море неколико тона чаја.

## Декларација о Независности и Континентални конгреси
За време револуције је одржано неколико Континенталних конгреса, на којима се расправљало о питањима незадовољства, о бојкотима и сл.
Први Континентални конгрес је био 1774. на којем су одлучили да продуже бојкот британске робе. После овог конгреса, већ 1775, почели су сукоби између колонија и Енглеске. Међутим, рат још није започео. Званично, он је почео 1776, на другом Континенталном конгресу, који је био важнији од првог, где су се окупили најважнији људи још нествореног САД. Тада је донета Декларација независности, којем се говори о томе да Америчке колоније прекидају везе са Енглеском и да оне представљају нову државу.
Иако су у писању Декларације о Независности учествовали многи важни људи, ипак је томе највише допринео Томас Џеферсон (1743—1826), који је тада имао 33 године и био један од најмлађих на конгресу. Иако је пазио на сваку реч коју је написао, доста ствари су му избацили, па је био увређен због тога. Осим њега, Декларацију су писали још и Бенџамин Френклин и Џон Адамс.

## Ратови
Наравно, Енглеска није прихватила независност и рат је почео прелажењем енглеских бродова (Man-o-War) преко Атлантика и искрцавањем војника.
Независност је до тада изгласало 13 америчких колонија, од којих су најважније биле Њујорк (пре назван Њу Амстердам од стране Холанђана, који су га основали), Бостон и Филаделфија. Проблем Американаца је био што се њихова војска састојала од добровољаца, док су енглески војници били боље обучени и опремљени. Међутим, Енглези нису имали много искуства у борбама у Новом Свету (Америци), где је терен имао доста шуме и где се лако могла направити заседа.
У почетку је Енглеска побеђивала и у међувремену је заузела Бостон 1775, Њујорк 1776, и Филаделфију 1777, али су касније Американци почели да побеђују зато што је у каснијим борбама (али још 1775), на чело своје колонијалне војске Америка ставила Џорџа Вашингтона, који, иако је био фармер, у овом рату се показао као добар вођа и командант. Вашингтон је однео доста победа: у државама Северној Каролини (1776), Вирџинији (1776), Њујорку(1777), код Саратоге (1777), код Монмут Корт Хауса (1776), код Винсенса (1779) и код Јорктауна (1781), која је била последња и када се завршило ратовање, јер се у тој бици цела енглеска војска предала. Док је још увек било неизвесно, 1778. године, 13 колонија је добило помоћ од разних европских супарника Енглеске, а то су биле Француска, Холандија и Шпанија.

## Почетак Сједињених Америчких Држава
Ратовање је завршено 1781, али су тек Париским миром из 1783. створене САД. Оне су се тада простирале само од Атлантика до Мисисипија, али су се временом прошириле настављајући да узимају земљу од Индијанаца, што се и пре дешавало. Главна привредна снага одмах после рата били су фармери, који су отплаћивали дуг који је Америка направила после рата (или за време рата). Због тога је избио устанак сиромашних фармера под Данијелом Шејсом од 1786. до 1787, али је устанак убрзо угушен, и зачудо, фармери су пуштени на слободу. Ускоро потом, написан је и устав САД. Нацрт за устав, односно његове основе направљене су 1787, а сам устав је донет 1789.
Америчка револуција је претходила многим другим европским револуцијама у 19. веку. Прва револуција после Америчке се догодила одмах после 6 година, а то је била Француска револуција, која је била последица и тога што је у Француској монархији завладала глад, а то није могло да се спречи или ублажи јер је трезор био празан што је између осталог и последица новчане помоћи Америчкој револуцији.

## Остало
Важније личности осим поменутих:
- Мари-Жозеф Лафајет (1757—1804), који је постао генерал после битке код Јорктауна
- Тадеуш Кошћушко (1746—1817) Пољак који је био борац за слободу и пуковник америчке војске. За заслуге у рату добио је чин генерала.